# Limanton
Limanton est une commune française située dans le département de la Nièvre, en région Bourgogne-Franche-Comté.

## Géographie

### Climat
Pour des articles plus généraux, voir Climat de la Bourgogne-Franche-Comté et Climat de la Nièvre.
En 2010, le climat de la commune est de type climat océanique dégradé des plaines du Centre et du Nord, selon une étude du Centre national de la recherche scientifique s'appuyant sur une série de données couvrant la période 1971-2000. En 2020, Météo-France publie une typologie des climats de la France métropolitaine dans laquelle la commune est exposée à un climat océanique altéré et est dans la région climatique  Centre et contreforts nord du Massif Central, caractérisée par un air sec en été et un bon ensoleillement. 
Pour la période 1971-2000, la température annuelle moyenne est de 10,8 °C, avec une amplitude thermique annuelle de 15,8 °C. Le cumul annuel moyen de précipitations est de 916 mm, avec 12,8 jours de précipitations en janvier et 8,1 jours en juillet. Pour la période 1991-2020, la température moyenne annuelle observée sur la station météorologique de Météo-France la plus proche, « Chateau Chinon », sur la commune de Château-Chinon (Ville) à 17 km à vol d'oiseau, est de 10,5 °C et le cumul annuel moyen de précipitations est de 1 252,3 mm. 
La température maximale relevée sur cette station est de 38,8 °C, atteinte le 25 juillet 2019 ; la température minimale est de −21,3 °C, atteinte le 10 février 1956,,. 
Les paramètres climatiques de la commune ont été estimés pour le milieu du siècle (2041-2070) selon différents scénarios d'émission de gaz à effet de serre à partir des nouvelles projections climatiques de référence DRIAS-2020. Ils sont consultables sur un site dédié publié par Météo-France en novembre 2022.

## Urbanisme

### Typologie
Au 1er janvier 2024, Limanton est catégorisée commune rurale à habitat très dispersé, selon la nouvelle grille communale de densité à sept niveaux définie par l'Insee en 2022.
Elle est située hors unité urbaine et hors attraction des villes,.

### Occupation des sols
L'occupation des sols de la commune, telle qu'elle ressort de la base de données européenne d’occupation biophysique des sols Corine Land Cover (CLC), est marquée par l'importance des territoires agricoles (78,6 % en 2018), une proportion identique à celle de 1990 (78,6 %). La répartition détaillée en 2018 est la suivante : prairies (66,5 %), forêts (20,8 %), terres arables (11,4 %), zones agricoles hétérogènes (0,7 %), zones urbanisées (0,6 %). L'évolution de l’occupation des sols de la commune et de ses infrastructures peut être observée sur les différentes représentations cartographiques du territoire : la carte de Cassini (XVIIIe siècle), la carte d'état-major (1820-1866) et les cartes ou photos aériennes de l'IGN pour la période actuelle (1950 à aujourd'hui).

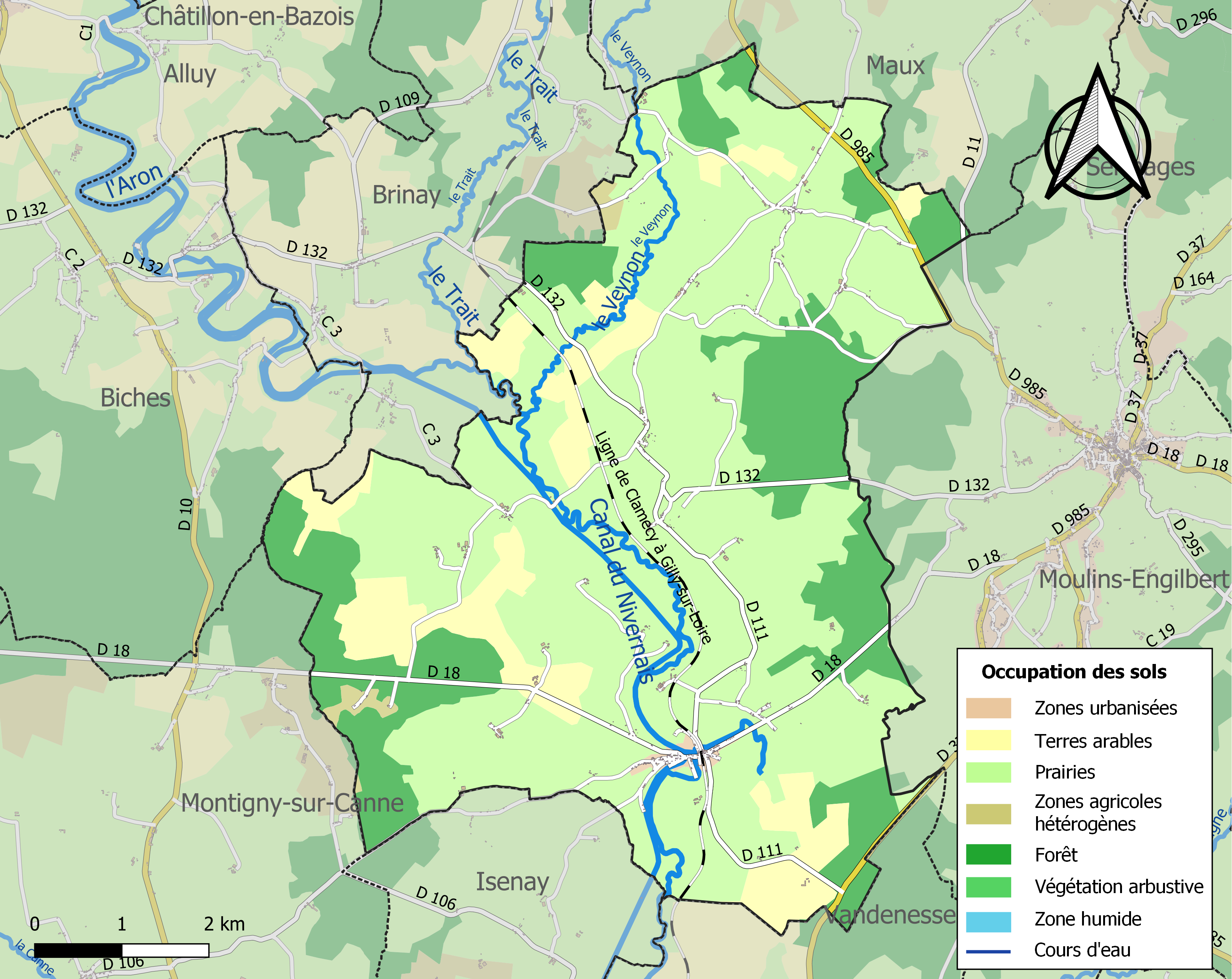
Carte des infrastructures et de l'occupation des sols de la commune en 2018 (CLC).

## Histoire
En 1875, un journal violemment anticlérical, L'Yonne, prétend que le curé de Limanton a été arrêté pour un grave délit. Le directeur du journal est condamné à 5 000 francs de dommages-intérêts, 1 000 francs d'amende et 3 mois de prison (L'Écho de l'Yonne, no 54, 6 juillet 1875).

## Politique et administration
| Période                                  | Période      | Identité          | Étiquette | Qualité              |
| ---------------------------------------- | ------------ | ----------------- | --------- | -------------------- |
| mars 2001                                | avril 2014   | Jean-Paul Bernard |           | Instituteur retraité |
| avril 2014                               | juillet 2020 | Pierre Péré       |           | Enseignant retraité  |
| juillet 2020                             | avril 2023   | Agnès Michot      |           | Agricultrice         |
| juin 2023                                |              | Patrick Revenau   |           | Militaire retraité   |
| Les données manquantes sont à compléter. |              |                   |           |                      |

## Démographie
L'évolution du nombre d'habitants est connue à travers les recensements de la population effectués dans la commune depuis 1793. Pour les communes de moins de 10 000 habitants, une enquête de recensement portant sur toute la population est réalisée tous les cinq ans, les populations de référence des années intermédiaires étant quant à elles estimées par interpolation ou extrapolation. Pour la commune, le premier recensement exhaustif entrant dans le cadre du nouveau dispositif a été réalisé en 2006.

En 2022, la commune comptait 241 habitants, en évolution de −0,41 % par rapport à 2016 (Nièvre : −3,28 %, France hors Mayotte : +2,11 %).
| 1793 | 1800 | 1806 | 1821 | 1831 | 1836 | 1841  | 1846 | 1851  |
| ---- | ---- | ---- | ---- | ---- | ---- | ----- | ---- | ----- |
| 668  | 566  | 779  | 777  | 861  | 923  | 1 016 | 969  | 1 000 |

| 1856 | 1861 | 1866  | 1872  | 1876  | 1881  | 1886  | 1891  | 1896  |
| ---- | ---- | ----- | ----- | ----- | ----- | ----- | ----- | ----- |
| 957  | 984  | 1 069 | 1 007 | 1 160 | 1 173 | 1 195 | 1 199 | 1 118 |

| 1901  | 1906  | 1911  | 1921 | 1926 | 1931 | 1936 | 1946 | 1954 |
| ----- | ----- | ----- | ---- | ---- | ---- | ---- | ---- | ---- |
| 1 199 | 1 139 | 1 058 | 942  | 909  | 793  | 786  | 772  | 639  |

| 1962 | 1968 | 1975 | 1982 | 1990 | 1999 | 2006 | 2011 | 2016 |
| ---- | ---- | ---- | ---- | ---- | ---- | ---- | ---- | ---- |
| 571  | 508  | 452  | 353  | 318  | 300  | 259  | 238  | 242  |

| 2021 | 2022 | - | - | - | - | - | - | - |
| ---- | ---- | - | - | - | - | - | - | - |
| 240  | 241  | - | - | - | - | - | - | - |

## Lieux et monuments
Patrimoine civil
- Château D'Anizy, manoir du XVIe siècle, classé Monument historique.
- Château d'Arcilly, maison forte du XIVe siècle, remaniée au XVe siècle.

Patrimoine religieux
- Abbaye Notre-Dame-et-Saint-Paul-de-Bellevaux, fondée en 1152-1188, seule abbaye de Prémontrés en Bourgogne, supprimée à la Révolution.

## Personnalités liées à la commune
- Marquis de Roüalle.